# تردرز لوکیومیو
تردرز لوکیومیو (به فرانسوی: Trédrez-Locquémeau) یک کمون در فرانسه است که در Canton of Plestin-les-Grèves واقع شده‌است.

## خصوصیات
تردرز لوکیومیو ۱۰٫۶۵ کیلومترمربع مساحت و ۱٬۴۳۳ نفر جمعیت دارد.